# Oprešnik
Oprešnik je priimek več znanih Slovencev:
- Ankica Oprešnik (1919—2005), slikarka v Novem Sadu (Vojvodina, Srbija) slov. rodu
- Gregor (Valter Gregor) Oprešnik, balinar (petanka)
- Janko Oprešnik - Zumba (*1964), alpinist
- Luka Oprešnik, literarni komar.?&bibliot.?
- Maja Oprešnik, kulturologinja, fotografinja arheologije, animirani film...
- Marija Oprešnik (*1951), pisateljica
- Miloš Oprešnik (1921—2000), bančnik, gospodarstvenik in diplomat
- Miran Oprešnik (1925—2011), strojnik, strokovnjak za procesno tehniko, univ. prof.
- Vesna Oprešnik, arhitektka